# 森脇光
森脇 光（もりわき ひかる、2002年2月17日 - ）は、ジャパンラグビーリーグワンコベルコ神戸スティーラーズに所属するラグビーユニオン選手。

## プロフィール
- 京都府京都市出身[1]
- ポジションはプロップ(PR)。
- 身長 176 cm、体重 107 kg
- 愛称はワッキー。

## 略歴
2020年、京都工学院高校卒業後、流通経済大学に入る。
2024年、アーリーエントリーでコベルコ神戸スティーラーズに加入。
2025年1月12日に行われたJAPAN RUGBY LEAGUE ONE第4節カンファレンスA相模原ダイナボアーズ戦にて途中出場でリーグワン公式戦初出場を果たした。